# SBF Collectio Maior
SBF Collectio Maior (Большое собрание Studium Biblicum Franciscanum) — книжная серия, издаваемая с 1941 года францисканским научно-исследовательским институтом «Studium Biblicum Franciscanum», находящимся в Иерусалиме,. Каждый том содержит заключительный доклад об осуществлении конкретных археологических научно-исследовательских мероприятий, произведенных институтом, находящимся под патронажем францисканской провинции Кустодия Святой Земли. Некоторые тома содержат статьи разных авторов, посвященные вопросам лингвистики, святоотеческого наследия и историографии Святой Земли.